# Betta uberis
Betta uberis är en fiskart som beskrevs av Tan och Ng 2006. Betta uberis ingår i släktet Betta och familjen Osphronemidae. Inga underarter finns listade.